# Okagaki
Okagaki (岡垣町, Okagaki-machi) est un bourg du district d'Onga, dans la préfecture de Fukuoka, au Japon.

## Géographie

### Démographie
Au 1er septembre 2014, la population d'Okagaki s'élevait à 31 857 habitants répartis sur une superficie de 48,51 km2.